# 라나 바릭
라나 바릭(Lana Barić, 1979년 12월 11일 ~ )은 크로아티아의 배우이다.
스플리트에서 태어났다.

## 영화
- 아이 액트, 아이 엠 (2018년) - 이바 역
- 카탈리나 (2017년)
- 벨라돈나 (2015년)
- 유 캐리 미 (2015년)
- 더 리퍼 (2014년)
- 옐로우 문 (2010년)